# Надеждовка (Омская область)
Надеждовка — деревня в Москаленском районе Омской области России. Входит в Екатериновское сельское поселение.

## История
Основана в 1908 г. В 1928 г. хутор Надеждовка состоял из 19 хозяйств, основное население — немцы. В составе Гольбштадского сельсовета Москаленского района Омского округа Сибирского края.

## Население
| 2010 |
| ---- |
| 88   |